# 小林研也
小林 研也（こばやし けんや、1983年（昭和58年）8月21日 - ）は、日本の体操選手である。 

## 経歴・人物
大阪府富田林市出身。富田林市立明治池中学校、清風高等学校を経て、日本体育大学を卒業する。2006年アジア競技大会において、団体総合で銀メダルを獲得した日本チームの一員だった。 